# Piscine olympique d'Antigone
 (octobre 2016).
Si vous disposez d'ouvrages ou d'articles de référence ou si vous connaissez des sites web de qualité traitant du thème abordé ici, merci de compléter l'article en donnant les références utiles à sa vérifiabilité et en les liant à la section « Notes et références ».
La piscine olympique d'Antigone est un équipement sportif, situé dans le quartier d'Antigone à Montpellier, en France. Ouverte au public en 1996, elle est gérée par la communauté d'agglomération de Montpellier.
À partir de 2021, la piscine change de nom. Elle est renommée pour une durée d'au moins 6 ans piscine olympique Angelotti, dans le cadre d'un contrat avec le groupe immobilier local éponyme.

## Description
Plus grande piscine de la ville avec une surface de 15 000 m2, la piscine d'Antigone est un édifice reposant sur une structure d'acier avec des façades de verre dont l'ensemble est maintenu par des mâts de béton architectonique,.
L'originalité de la construction a permis de faire coexister sous le même toit le bassin de la piscine olympique pour les compétitions et la piscine destinée au grand public avec ses jeux aquatiques. Ce dernier possède la particularité technique d'avoir un plafond amovible qui est rétracté en période estivale.
L'ensemble est composé d'une piscine olympique, baptisé « Vénus », de 25 × 50 mètres pour une profondeur de 3 mètres, destiné à la natation sportive et aux compétitions de natation synchronisée, avec l'installation de gradins d'une capacité de 2 000 spectateurs, d'une piscine ludique, nommée « Aphrodite », de 25 × 12,5 mètres pour une profondeur d'1,2 mètre comprenant un toboggan et une rivière de nage à contre-courant, deux bains à remous juxtaposé au bassin « Aphrodite », un sauna, un gymnase, un bar-restaurant et des boutiques.
La piscine d'Antigone n'a pu recevoir l'homologation des caractéristiques d'Olympique pour quelques centimètres de longueur manquants dans le bassin de compétition.

### Accès
La piscine est ouverte 362 jours par an. les horaires sont de 9 h à 21 h 30 en semaine, de 9 h à 19 h pour les week-ends et modulables suivant les particularités saisonnières et/ou évènementielles.
Située dans le quartier Antigone, l'entrée de la piscine est au Sud du bâtiment, avenue Jacques Cartier. Elle est entourée par la rue de l'Acropole (à l'Ouest), l'allée de Délos (au Nord)
La piscine est desservie, à l'est, par la station Place de l'Europe avec les lignes de tramways 1 et 4 et les lignes 9, 16 et 51 des autobus de Montpellier,.

## Histoire
Conçu en 1993 par les architectes Ricardo Bofill, Gilles Cusy et Michel Maraval (Cusy Maraval Architectes) dont la construction des installations sportives est basée sur les recommandations du livre blanc rédigée par un des dirigeants de la section natation du Montpellier Université Club, Yves Jarrousse. Elle ouvre ses portes en 1996.
La partie orientale du bâtiment accueille des activités sportives non aquatiques : le gymnase Olympie avec terrain de sport collectif en salle et une entreprise privée de musculation et de fitness.
La piscine d'Antigone a accueilli les championnats de France de natation en juillet 1996, avril 2009, en avril 2016, où ils furent qualificatifs pour les Jeux olympiques de Rio et en juin 2025.
En 2009, Frédérick Bousquet sur 50 mètres et Alain Bernard sur 100 mètres (non homologué) y battent les records du monde, avant la limitation des combinaisons l'année suivante. En plus de ces rencontres comptant pour le championnat élite, le Montpellier Water-Polo y a organisé des tours de qualification des coupes européennes.
En novembre 2018, durant quatre journées, les championnats de France de natation 25 m sont organisés pour la qualification aux championnats du Monde de Hangzhou (République populaire de Chine). Elle accueille les Championnats de France d'hiver de natation 2021.
En 2021, à la suite d'un contrat d'un million d'euros valable pour une durée de 6 ans, la piscine olympique d'Antigone est renommée piscine olympique Angelotti. Il s'agit de la première piscine publique française à subir une telle opération de naming.

## Galerie

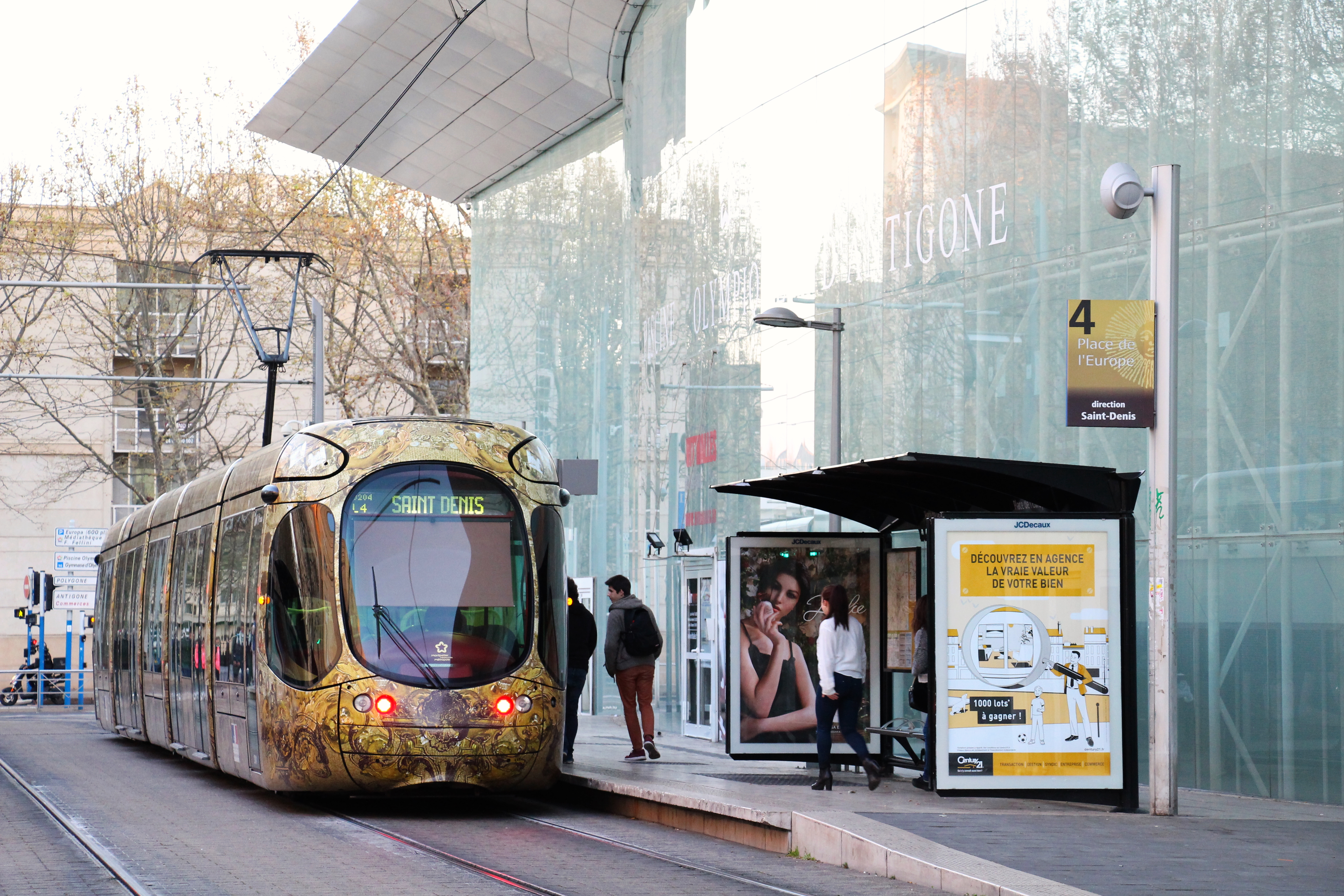
Tram 4 à la station de la place de l'Europe, Rue Poséidon.
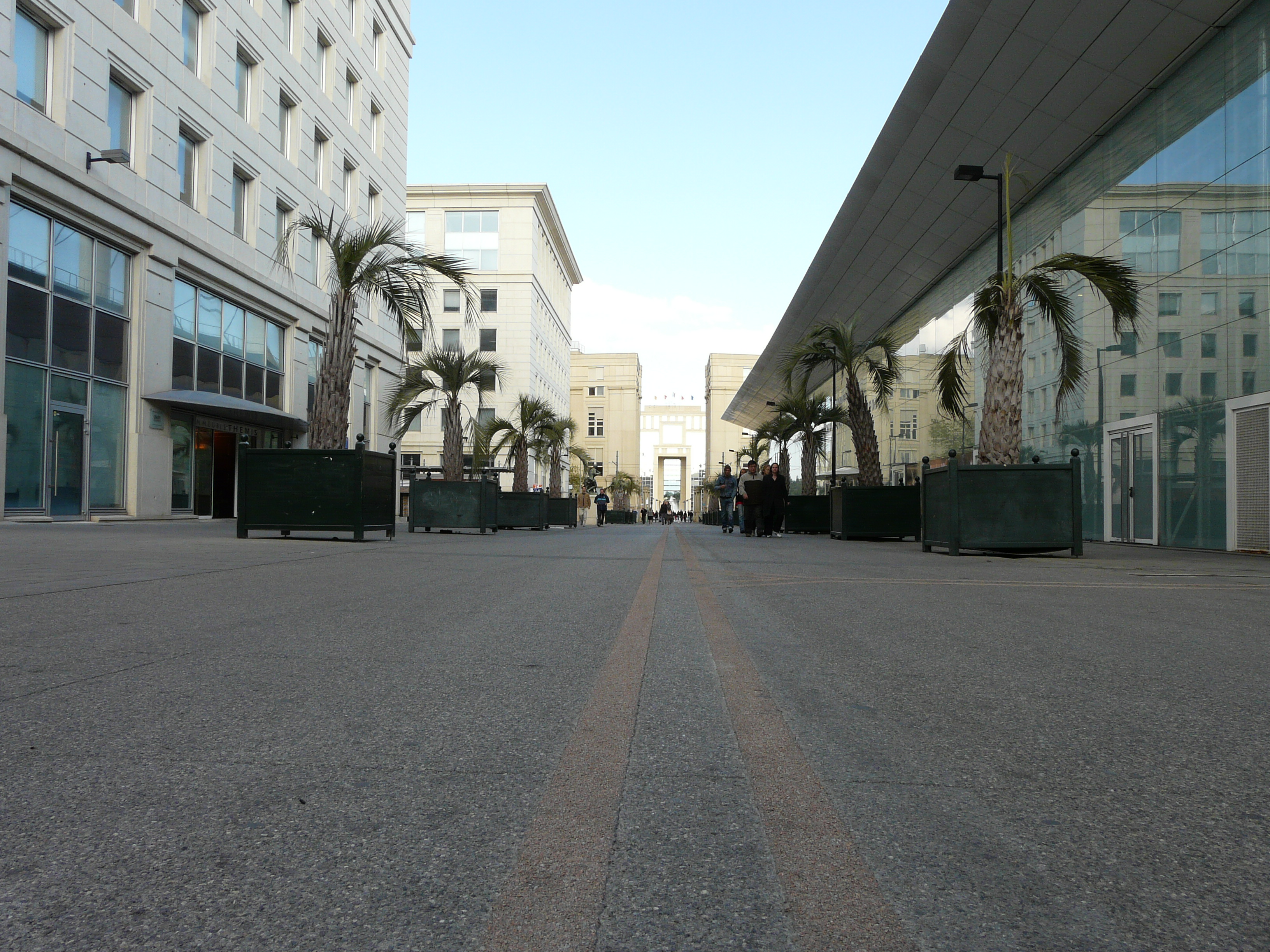
La façade nord de la piscine dans l'allée de Délos.
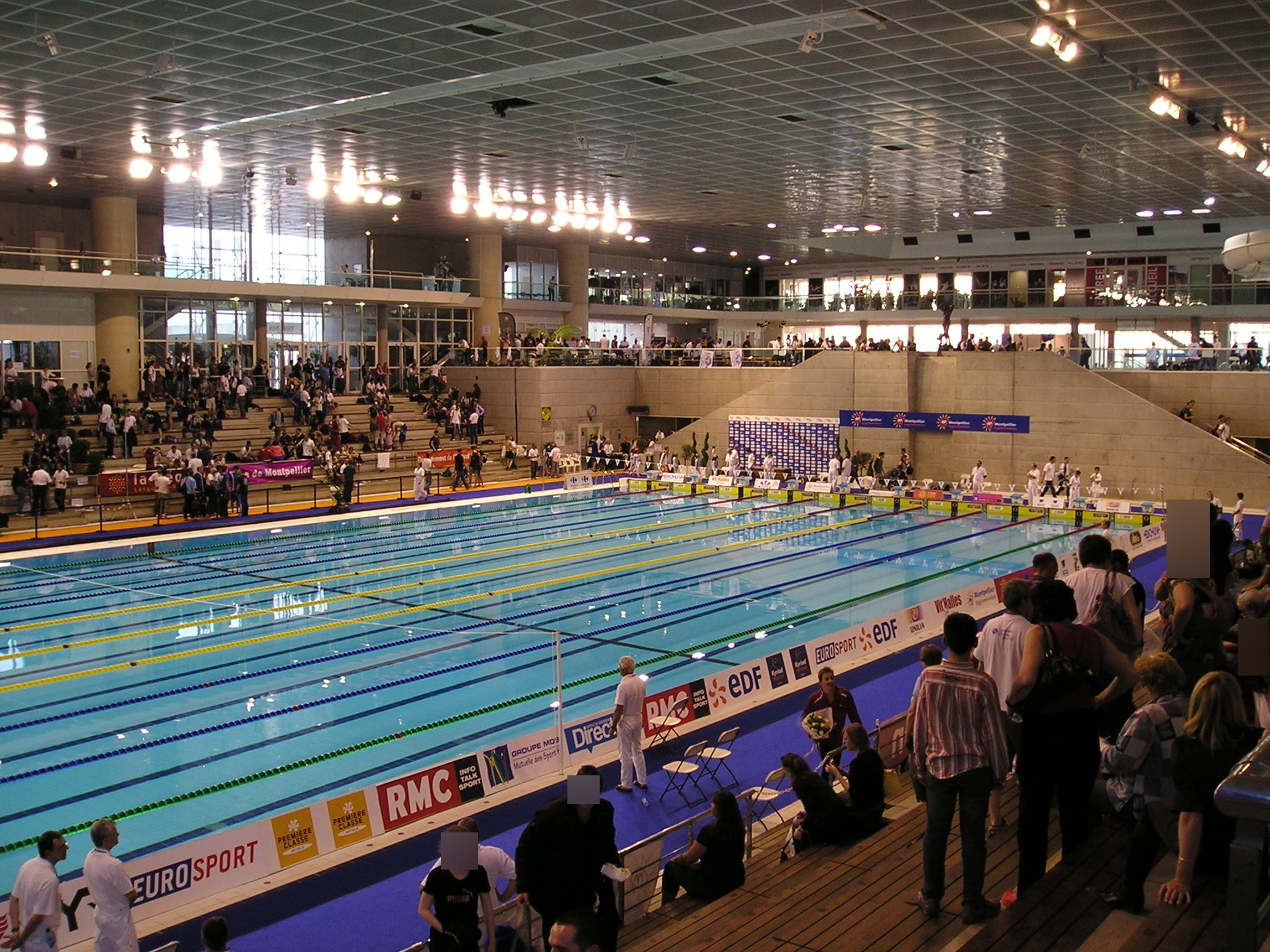
Le bassin olympique et, au sommet des escaliers, le bassin ludique. Au dernier étage de la façade, les salles de l'entreprise de musculation et fitness.
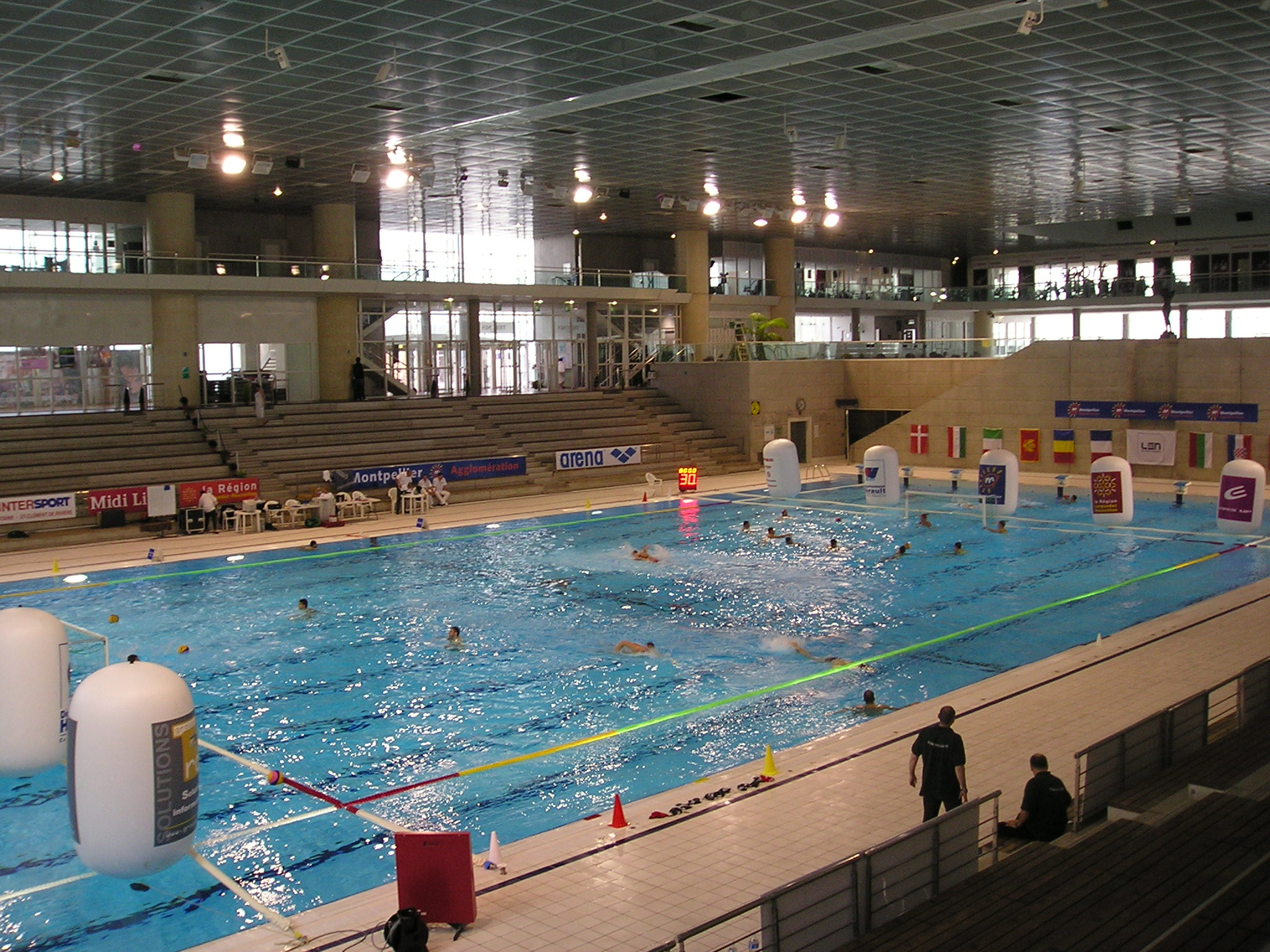
Le bassin olympique lors d'une rencontre de water-polo, pendant un tour de qualification du trophée de la Ligue européenne de natation, en 2009.
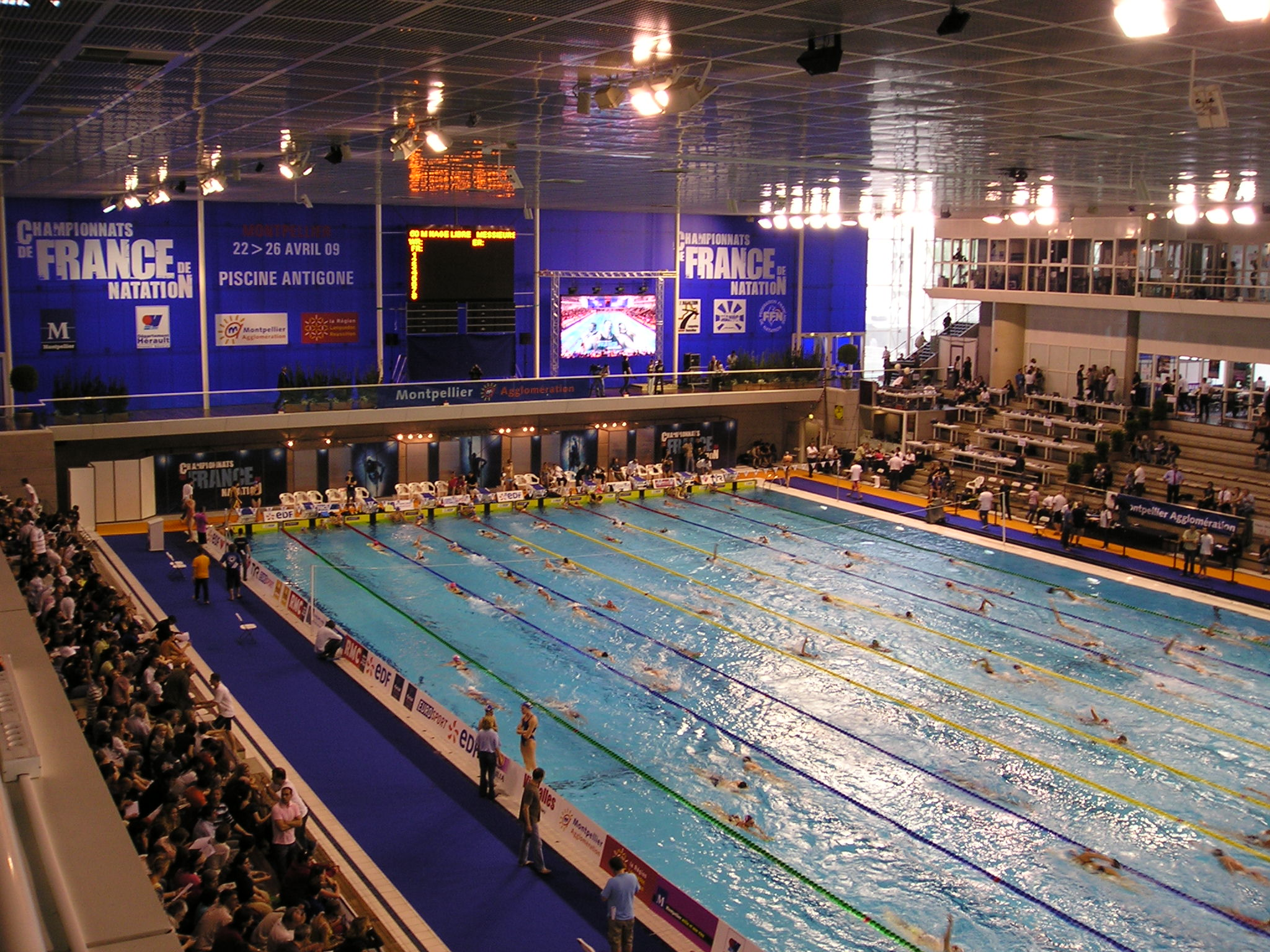
Le bassin de 50 mètres pendant les championnats de France de 2009.